# Marco Banderas
Edgard Fabián Etchenique Picardo, más conocido por su nombre artístico Marco Banderas (Montevideo, 13 de febrero de 1962) es un actor, director y productor de cine pornográfico y cantante uruguayo naturalizado español. 

## Biografía
Empezó trabajando como cantante en España durante 15 años, principalmente en orquestas en las fiestas mayores de verano. Debutó en el porno en la sala de fiestas Bagdad haciendo tres pases por noche durante 2 años con su exmujer, Lisa De Marco (también conocida como Lisa Lee). Posteriormente rodó varias escenas para las compañía inglesa Private y Harmony.
Estuvo trabajando en España en el cine para adultos y posteriormente en Estados Unidos.

## Como director
Además de la actuación, Marco Banderas ha dirigido varias películas entre ellas: The Darkside of Marco Banderas, Culos Gigantes y POV: Four your eyes only, entre otras). Desde que Marco llegó a Estados Unidos en 2003 hasta ahora, ha protagonizado más de 3.000 películas. Es el protagonista principal de la película The Four donde interpreta al rey Xerxes, le acompañan en esta película, las contract stars de Ninnworx Brea Bennet, Renee Pérez, Cassidey Rae y Jana Jordan.

## Premios AVN

### Nominaciones
- 2008: AVN for Male Performer of the Year
- 2008: AVN Best Group Sex Scene - Video; Naked Aces 2. Con Jesse Jane, Rebeca Linares y Brianna Love'.
- 2008: AVN for Best Anal Sex Scene - Video; Nina Hartley’s Guide to Porn Star’s Sex Secrets.
- 2008: AVN For Best Three-way Sex Scene; Top Guns 6. Con Lorelei Lee y Missy Monroe.

### Premios
- 2008: AVN director for Best Ethnic-Themed Release